# Damernas singelsculler i rodd vid olympiska sommarspelen 2012
Damernas singelsculler i rodd vid olympiska sommarspelen 2012 avgjordes mellan den 28 juli och 3 augusti 2012.

## Medaljörer
| Gren          | Guld                        | Silver                    | Brons               |
| Singelsculler | Miroslava Knapková Tjeckien | Fie Udby Erichsen Danmark | Kim Crow Australien |

## Resultat

### Heat

#### Heat 1
| Placering | Roddare            | Land        | Tid     | Noteringar |
| --------- | ------------------ | ----------- | ------- | ---------- |
| 1         | Emma Twigg         | Nya Zeeland | 7:40,24 | Q          |
| 2         | Donata Vištartaitė | Litauen     | 7:43,07 | Q          |
| 3         | Sanita Pušpure     | Irland      | 7:49,35 | Q          |
| 4         | Kissya da Costa    | Brasilien   | 8:07,75 | Q          |
| 5         | Lucía Palermo      | Argentina   | 8:07,89 | R          |
| 6         | Soulmaz Abbasi     | Iran        | 8:17,46 | R          |

#### Heat 2
| Placering | Roddare              | Land         | Tid     | Noteringar |
| --------- | -------------------- | ------------ | ------- | ---------- |
| 1         | Kim Crow             | Australien   | 7:41,18 | Q          |
| 2         | Natalija Mustafajeva | Azerbajdzjan | 7:46,01 | Q          |
| 3         | Micheen Thornycroft  | Zimbabwe     | 7:47,10 | Q          |
| 4         | Yariulvis Cobas      | Kuba         | 7:48,58 | Q          |
| 5         | Camila Vargas Palomo | El Salvador  | 8:01,60 | R          |
| 6         | Kim Ye-ji            | Sydkorea     | 8:04,68 | R          |

#### Heat 3
| Placering | Roddare                        | Land      | Tid     | Noteringar |
| --------- | ------------------------------ | --------- | ------- | ---------- |
| 1         | Miroslava Knapková             | Tjeckien  | 7:24,17 | Q          |
| 2         | Fie Udby Erichsen              | Danmark   | 7:29,37 | Q          |
| 3         | Marie-Louise Dräger            | Tyskland  | 7:44,23 | Q          |
| 4         | Phuttharaksa Neegree Rodenburg | Thailand  | 7:52,62 | Q          |
| 5         | Svetlana Germanovitj           | Kazakstan | 8:01,94 | R          |
| 6         | Racha Soula                    | Tunisien  | 8:19,31 | R          |

#### Heat 4
| Placering | Roddare                    | Land     | Tid     | Noteringar |
| --------- | -------------------------- | -------- | ------- | ---------- |
| 1         | Zhang Xiuyun               | Kina     | 7:21,49 | Q          |
| 2         | Frida Svensson             | Sverige  | 7:32,61 | Q          |
| 3         | Gabriela Mosqueira Benitez | Paraguay | 7:52,07 | Q          |
| 4         | Haruna Sakakibara          | Japan    | 7:52,98 | Q          |
| 5         | Shwe Zin Latt              | Myanmar  | 8:10,15 | R          |

#### Heat 5
| Placering | Roddare                | Land     | Tid     | Noteringar |
| --------- | ---------------------- | -------- | ------- | ---------- |
| 1         | Ekaterina Karsten      | Belarus  | 7:30,31 | Q          |
| 2         | Julia Levina           | Ryssland | 7:32,06 | Q          |
| 3         | Genevra Stone          | USA      | 7:33,68 | Q          |
| 4         | Debora Oakley Gonzalez | Mexiko   | 8:00,17 | Q          |
| 5         | Amina Rouba            | Algeriet | 8:15,94 | R          |

### Återkval

#### Återkval 1
| Placering | Roddare              | Land      | Tid     | Noteringar |
| --------- | -------------------- | --------- | ------- | ---------- |
| 1         | Kim Ye-ji            | Sydkorea  | 7:50,64 | Q          |
| 2         | Lucía Palermo        | Argentina | 7:52,49 | Q          |
| 3         | Svetlana Germanovitj | Kazakstan | 7:53,63 |            |
| 4         | Amina Rouba          | Algeriet  | 8:12,83 |            |

#### Återkval 2
| Placering | Roddare              | Land        | Tid     | Noteringar |
| --------- | -------------------- | ----------- | ------- | ---------- |
| 1         | Camila Vargas Palomo | El Salvador | 7:53,38 | Q          |
| 2         | Soulmaz Abbasi       | Iran        | 8:05,99 | Q          |
| 3         | Shwe Zin Latt        | Myanmar     | 8:09,59 |            |
| 4         | Racha Soula          | Tunisien    | 8:10,76 |            |

### Kvartsfinaler

#### Kvartsfinal 1
| Placering | Roddare                    | Land        | Tid     | Noteringar |
| --------- | -------------------------- | ----------- | ------- | ---------- |
| 1         | Kim Crow                   | Australien  | 7:34,29 | Q          |
| 2         | Emma Twigg                 | Nya Zeeland | 7:39,07 | Q          |
| 3         | Marie-Louise Dräger        | Tyskland    | 7:52,17 | Q          |
| 4         | Debora Oakley Gonzalez     | Mexiko      | 8:10,97 |            |
| 5         | Gabriela Mosqueira Benitez | Paraguay    | 8:14,36 |            |
| 6         | Soulmaz Abbasi             | Iran        | 8:27,28 |            |

#### Kvartsfinal 2
| Placering | Roddare              | Land        | Tid     | Noteringar |
| --------- | -------------------- | ----------- | ------- | ---------- |
| 1         | Miroslava Knapková   | Tjeckien    | 7:35,35 | Q          |
| 2         | Genevra Stone        | USA         | 7:39,67 | Q          |
| 3         | Frida Svensson       | Sverige     | 7:40,64 | Q          |
| 4         | Sanita Pušpure       | Irland      | 7:44,19 |            |
| 5         | Yariulvis Cobas      | Kuba        | 7:56,89 |            |
| 6         | Camila Vargas Palomo | El Salvador | 8:07,67 |            |

#### Kvartsfinal 3
| Placering | Roddare                        | Land      | Tid     | Noteringar |
| --------- | ------------------------------ | --------- | ------- | ---------- |
| 1         | Zhang Xiuyun                   | Kina      | 7:39,58 | Q          |
| 2         | Julia Levina                   | Ryssland  | 7:41,28 | Q          |
| 3         | Donata Vištartaitė             | Litauen   | 7:45,68 | Q          |
| 4         | Micheen Thornycroft            | Zimbabwe  | 7:56,66 |            |
| 5         | Lucía Palermo                  | Argentina | 8:06,47 |            |
| 6         | Phuttharaksa Neegree Rodenburg | Thailand  | 8:16,50 |            |

#### Kvartsfinal 4
| Placering | Roddare              | Land         | Tid     | Noteringar |
| --------- | -------------------- | ------------ | ------- | ---------- |
| 1         | Fie Udby Erichsen    | Danmark      | 7:38,93 | Q          |
| 2         | Ekaterina Karsten    | Belarus      | 7:42,00 | Q          |
| 3         | Natalija Mustafajeva | Azerbajdzjan | 8:00,26 | Q          |
| 4         | Kim Ye-Ji            | Sydkorea     | 8:00,26 |            |
| 5         | Haruna Sakakibara    | Japan        | 8:12,26 |            |
| 6         | Kissya da Costa      | Brasilien    | 8:12,85 |            |

### Semifinaler

#### Semifinal C/D

##### Semifinal 1
| Placering | Roddare                        | Land      | Tid     | Noteringar |
| --------- | ------------------------------ | --------- | ------- | ---------- |
| 1         | Sanita Puspure                 | Irland    | 7:51,69 | Q          |
| 2         | Kissya da Costa                | Brasilien | 8:01,64 | Q          |
| 3         | Phuttharaksa Neegree Rodenburg | Thailand  | 8:03,91 | Q          |
| 4         | Lucia Palermo                  | Argentina | 8:09,85 |            |
| 5         | Debora Oakley Gonzalez         | Mexiko    | 8:14,03 |            |
| 6         | Soulmaz Abbasi                 | Iran      | 8:30,74 |            |

##### Semifinal 2
| Placering | Roddare                    | Land        | Tid     | Noteringar |
| --------- | -------------------------- | ----------- | ------- | ---------- |
| 1         | Micheen Thornycroft        | Zimbabwe    | 7:51,02 | Q          |
| 2         | Yariulvis Cobas            | Kuba        | 7:54,22 | Q          |
| 3         | Camila Vargas Palomo       | El Salvador | 7:57,22 | Q          |
| 4         | Kim Ye-Ji                  | Sydkorea    | 7:59,78 |            |
| 5         | Haruna Sakakibara          | Japan       | 8:05,65 |            |
| 6         | Gabriela Mosqueira Benitez | Paraguay    | 8:10,15 |            |

#### Semifinal A/B

##### Semifinal 1
| Placering | Roddare             | Land       | Tid     | Noteringar |
| --------- | ------------------- | ---------- | ------- | ---------- |
| 1         | Miroslava Knapková  | Tjeckien   | 7:42,57 | Q          |
| 2         | Kim Crow            | Australien | 7:44,69 | Q          |
| 3         | Ekaterina Karsten   | Belarus    | 7:44,94 | Q          |
| 4         | Julia Levina        | Ryssland   | 7:48,95 |            |
| 5         | Donata Vištartaitė  | Litauen    | 7:56,05 |            |
| 6         | Marie Louise Dräger | Tyskland   | 8:01,05 |            |

##### Semifinal 2
| Placering | Roddare              | Land         | Tid     | Noteringar |
| --------- | -------------------- | ------------ | ------- | ---------- |
| 1         | Fie Udby Erichsen    | Danmark      | 7:44,33 | Q          |
| 2         | Zhang Xiuyun         | Kina         | 7:45,58 | Q          |
| 3         | Emma Twigg           | Nya Zeeland  | 7:46,71 | Q          |
| 4         | Genevra Stone        | USA          | 7:52,98 |            |
| 5         | Frida Svensson       | Sverige      | 7:54,52 |            |
| 6         | Natalija Mustafajeva | Azerbajdzjan | 8:06,83 |            |

### Finaler

#### Final E
| Placering | Roddare              | Land      | Tid     | Noteringar |
| --------- | -------------------- | --------- | ------- | ---------- |
| 1         | Svetlana Germanovitj | Kazakstan | 8:37,08 |            |
| 2         | Amina Rouba          | Algeriet  | 8:42,23 |            |
| 3         | Racha Soula          | Tunisien  | 8:49,47 |            |
| 4         | Shwe Zin Latt        | Myanmar   | 8:56,06 |            |

#### Final D
| Placering | Roddare                    | Land      | Tid     | Noteringar |
| --------- | -------------------------- | --------- | ------- | ---------- |
| 1         | Kim Ye-Ji                  | Sydkorea  | 8:32,57 |            |
| 2         | Gabriela Mosqueira Benitez | Paraguay  | 8:34,51 |            |
| 3         | Lucia Palermo              | Argentina | 8:40,38 |            |
| 4         | Debora Oakley Gonzalez     | Mexiko    | 8:40,70 |            |
| 5         | Haruna Sakakibara          | Japan     | 8:42,90 |            |
| 6         | Soulmaz Abbasi             | Iran      | 8:57,98 |            |

#### Final C
| Placering | Roddare                        | Land        | Tid     | Noteringar |
| --------- | ------------------------------ | ----------- | ------- | ---------- |
| 1         | Sanita Puspure                 | Irland      | 7:59,77 |            |
| 2         | Micheen Thornycroft            | Zimbabwe    | 8:07,52 |            |
| 3         | Yariulvis Cobas                | Kuba        | 8:14,59 |            |
| 4         | Camila Vargas Palomo           | El Salvador | 8:19,75 |            |
| 5         | Phuttharaksa Neegree Rodenburg | Thailand    | 8:34,11 |            |
| –         | Kissya da Costa                | Brasilien   |         | DNS        |

#### Final B
| Placering | Roddare              | Land         | Tid     | Noteringar |
| --------- | -------------------- | ------------ | ------- | ---------- |
| 1         | Genevra Stone        | USA          | 7:45,24 |            |
| 2         | Donata Vištartaitė   | Litauen      | 7:47,94 |            |
| 3         | Julia Levina         | Ryssland     | 7:49,22 |            |
| 4         | Frida Svensson       | Sverige      | 7:56,42 |            |
| 5         | Marie Louise Dräger  | Tyskland     | 8:11,71 |            |
| 6         | Natalija Mustafajeva | Azerbajdzjan | 8:23,64 |            |

#### Final A
| Placering | Roddare            | Land        | Tid     | Noteringar |
| --------- | ------------------ | ----------- | ------- | ---------- |
| 1         | Miroslava Knapková | Tjeckien    | 7:54,37 |            |
| 2         | Fie Udby Erichsen  | Danmark     | 7:57,72 |            |
| 3         | Kim Crow           | Australien  | 7:58,04 |            |
| 4         | Emma Twigg         | Nya Zeeland | 8:01,76 |            |
| 5         | Ekaterina Karsten  | Belarus     | 8:02,86 |            |
| 6         | Zhang Xiuyun       | Kina        | 8:03,10 |            |